# 鳄梨
（又稱油梨或樟梨），是樟科、鳄梨属的常绿乔木，果实安         均有其自然分布地。考古证据显示，早在约一万年前（公元前8000–7000年），墨西哥等地的中美洲原住民就已开始食用本种，而出现时间更晚的一些遗址（距今6000 - 4800年）中发现的鳄梨种子则体积更大，表明当时的人类可能已经开始人工选择鳄梨。现今，已经过长期人为驯化的栽培品种鳄梨已被引入世界各国，并在全球的亚热带、熱帶及地中海氣候地區广泛栽种。
鳄梨果肉呈淡黄色至淡绿色，口感顺滑细腻，富含脂肪，可用于榨油。不同品种的鳄梨果皮颜色及整体形状都可能不同，皮色有深绿色、棕色、紫黑色或近全黑色，形状则有梨形、鸡蛋形、长条形或球形。

## 词源
鳄梨的英语单词「avocado」源于西班牙语的「aguacate」，该词又源自纳瓦特尔语的「āhuacatl”」aːˈwakat͡ɬ

## 形态
鳄梨树可以生長至20公尺高。葉互生，常綠性，葉長12～25公分。花小，不明顯，黃綠色，寬約0.5～1公分。果為核果，梨形，長約7～20公分，果重約100～1000公克。種子很大，生長在果的中央，直徑約3～5公分。

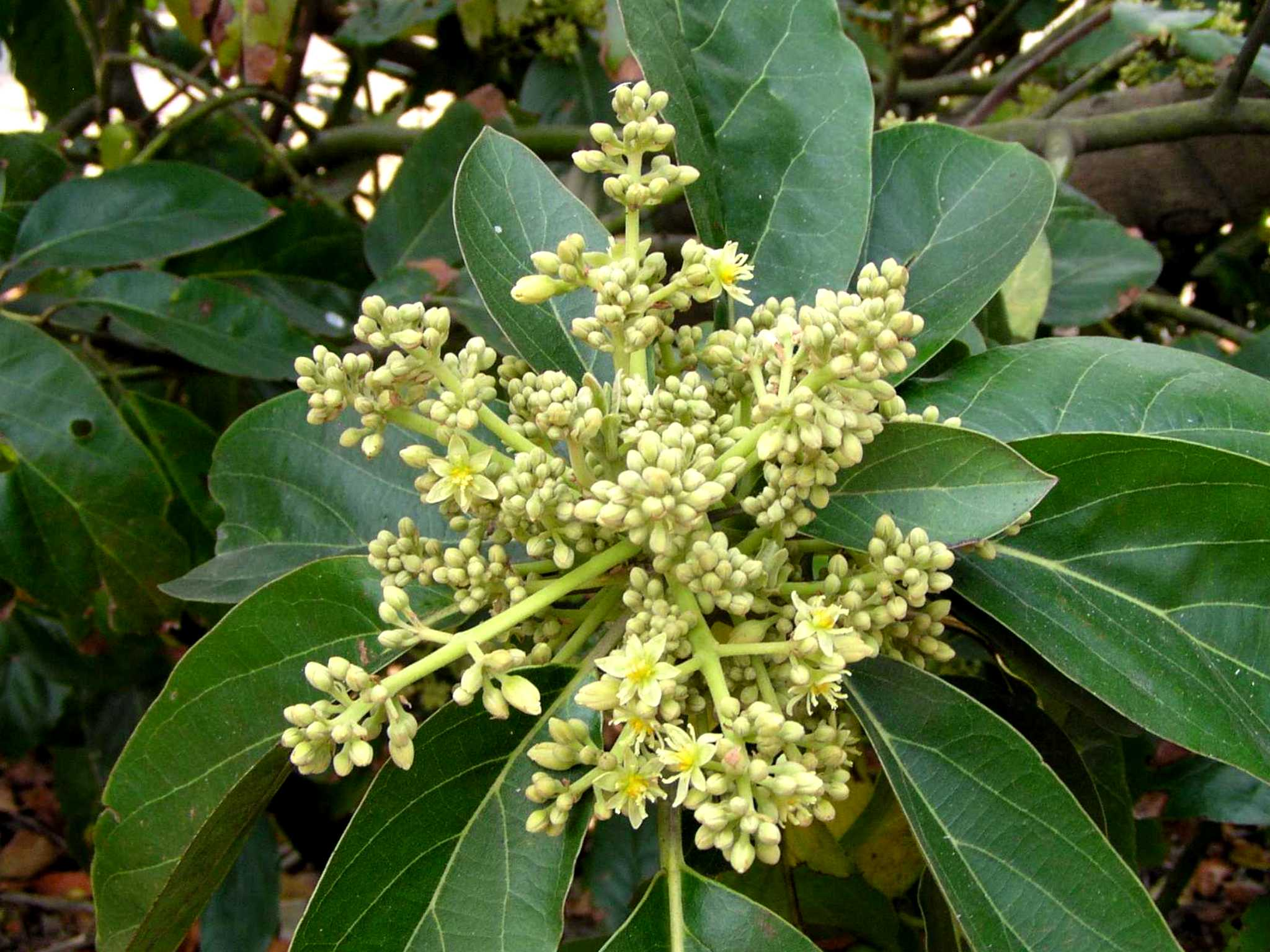
花
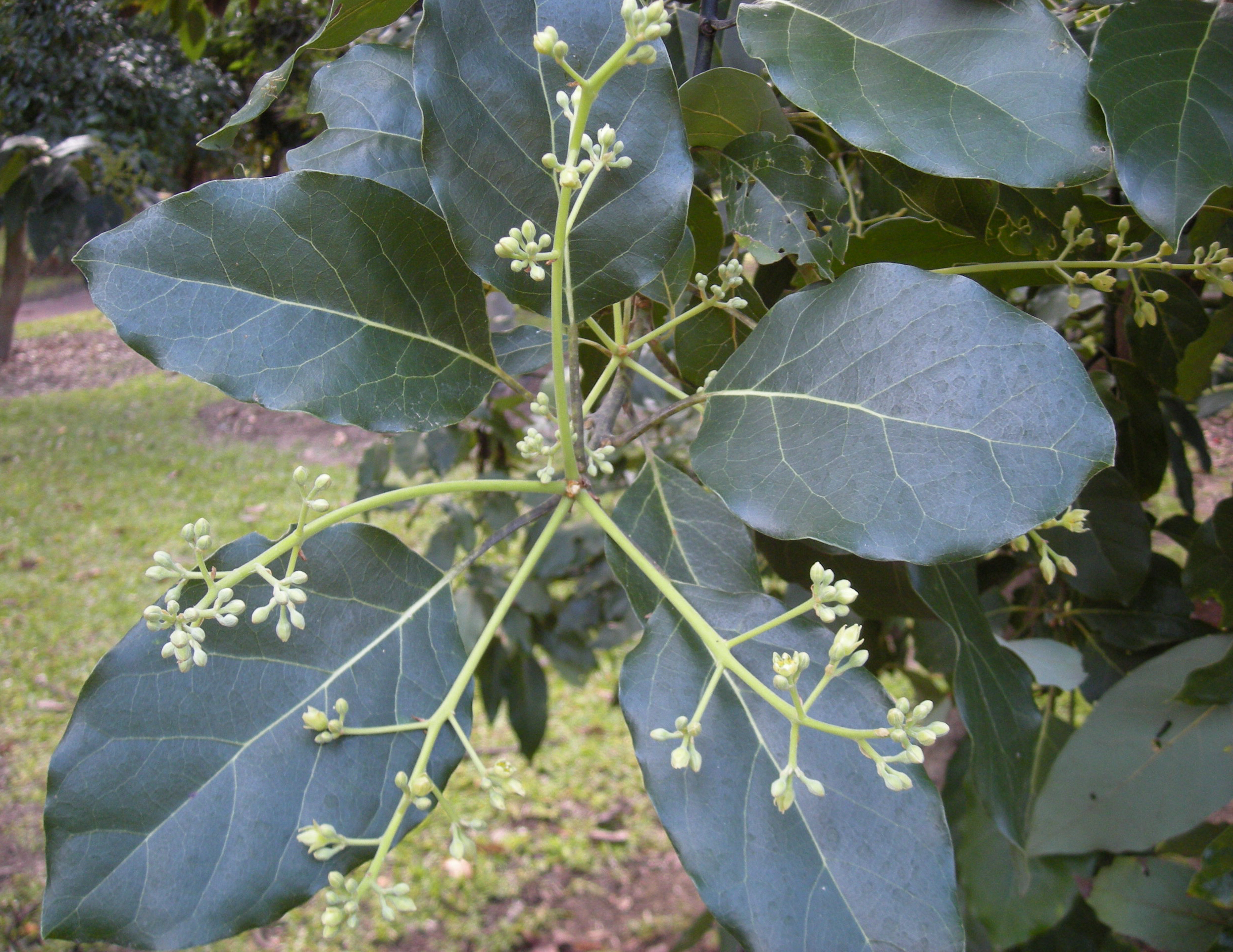
花
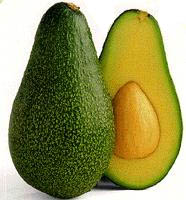
牛油果
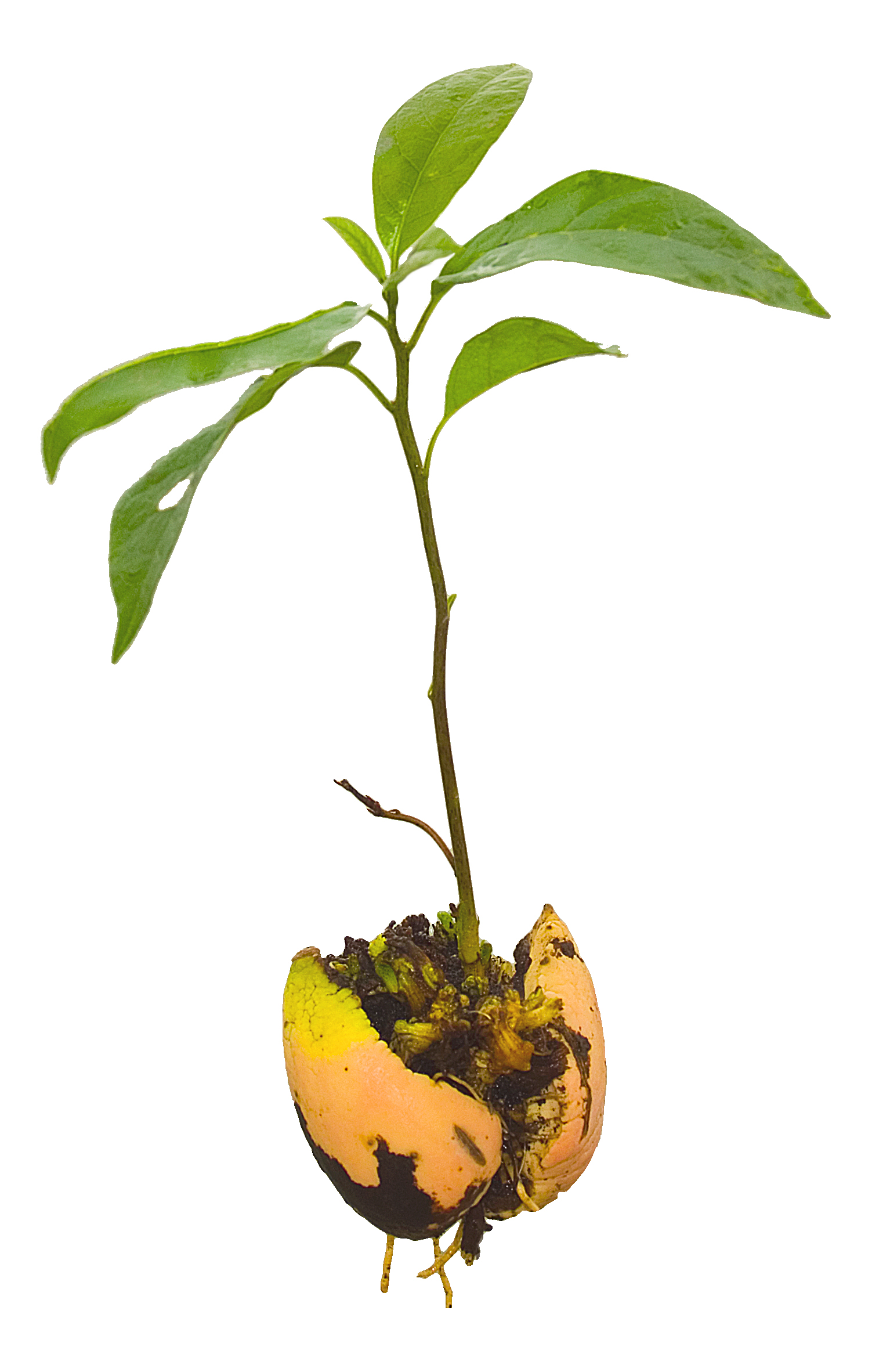
鳄梨植株
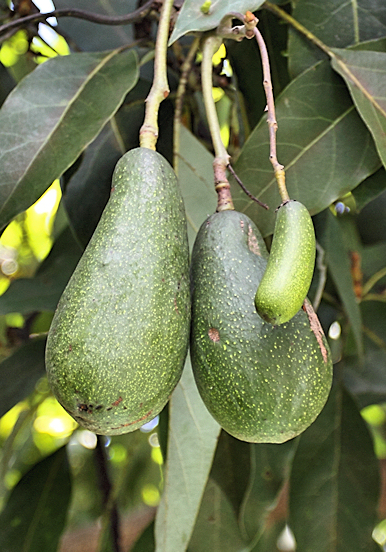
墨西哥无籽鳄梨
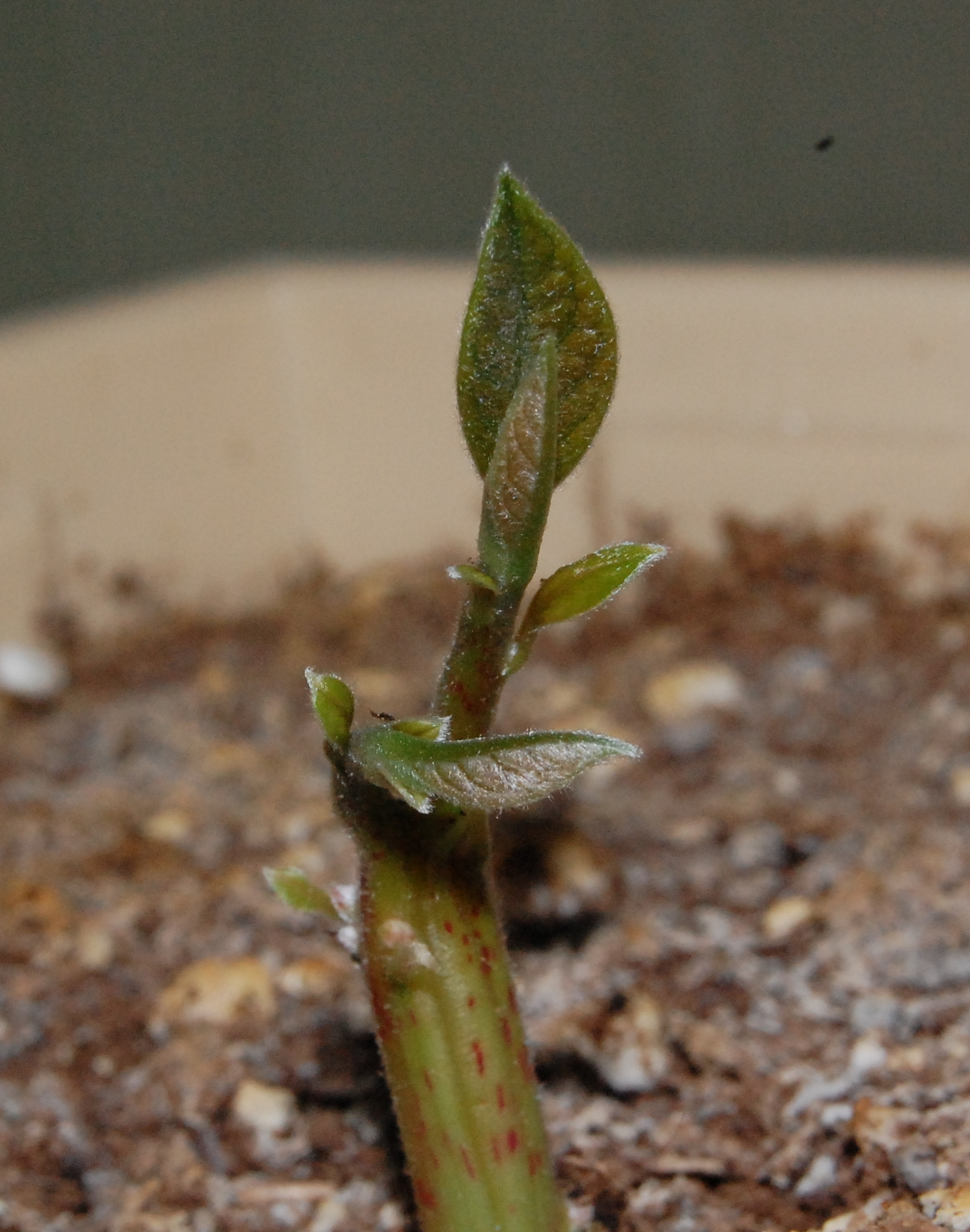
发芽的鳄梨

## 用途
鳄梨的果实中含有大量单不饱和脂肪酸，且脂肪含量高于碳水化合物，幾乎无甜味，且大部分品种果肉在加热后会因产生化学反应而变苦，因此通常搭配其他食材或调味料生食，或冷加工为咸味或甜味的菜品，对于素食者可作为一种肉或奶类的代替品。
以鳄梨为主料再加入盐、青柠（莱姆）及其它蔬菜配料（番茄、辣椒、洋葱等）所制成的鳄梨酱是墨西哥菜中十分常见的配菜，常用墨西哥玉米片蘸食，也可搭配沙拉、吐司等。此外，鳄梨还是美式寿司加州卷的必要配料。
鳄梨所榨的油（鳄梨油）的烟点较高（≥250摄氏度），适合用于高温煎、炒、炸制菜肴，但价格相对其它更常见的食用油可能更高。

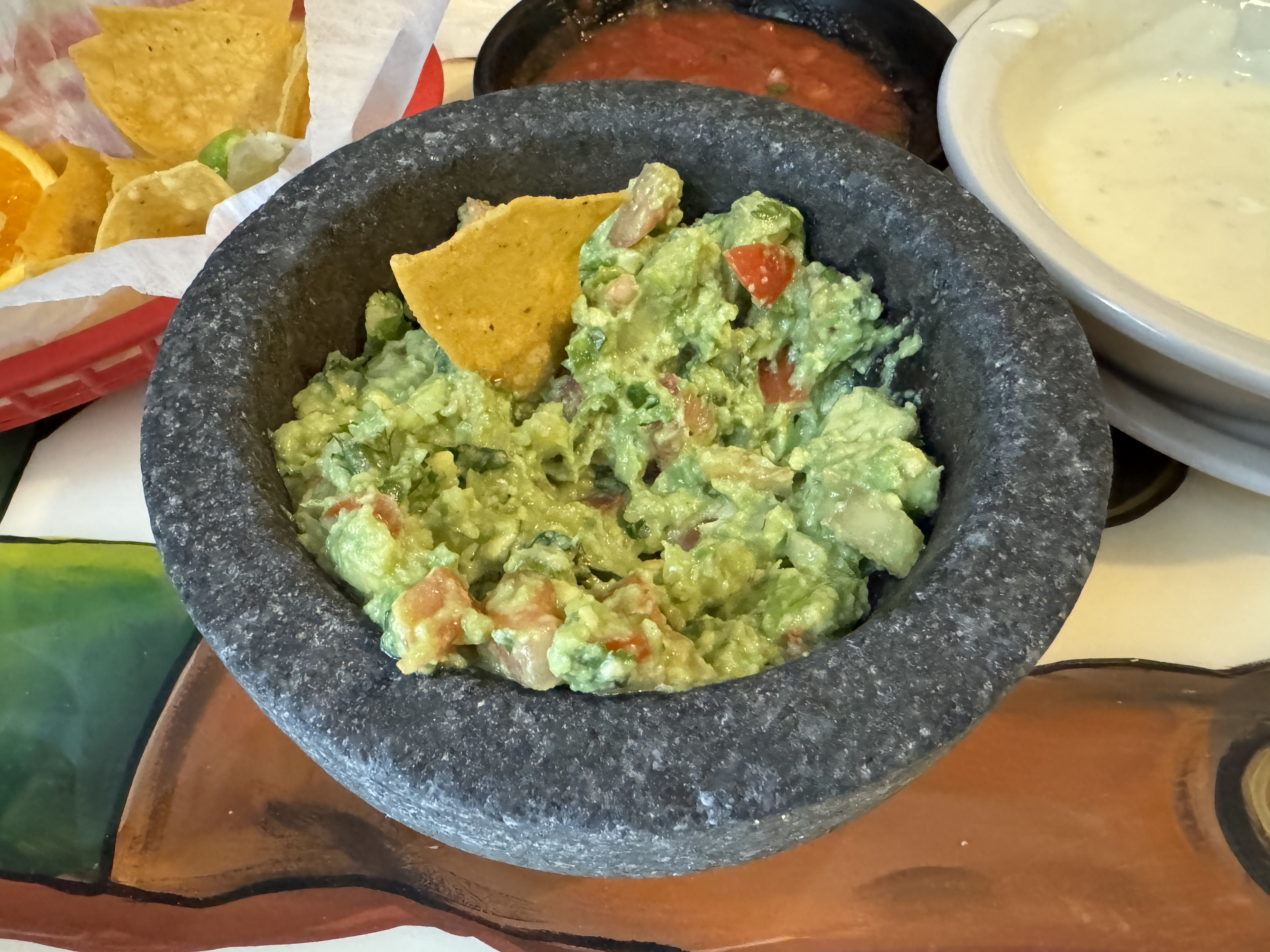
鳄梨酱佐墨西哥玉米片
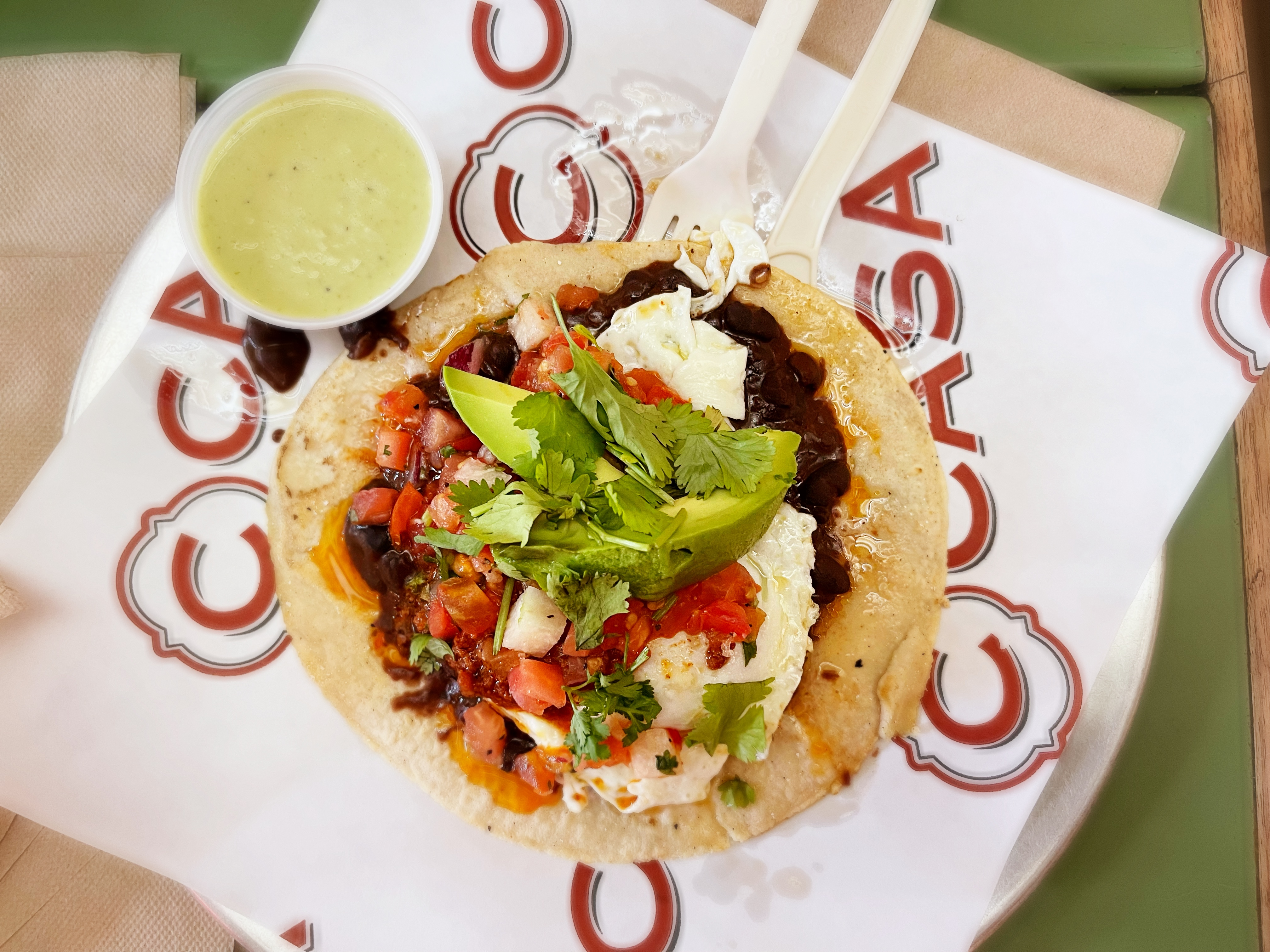
加入鳄梨酱的墨西哥塔可饼
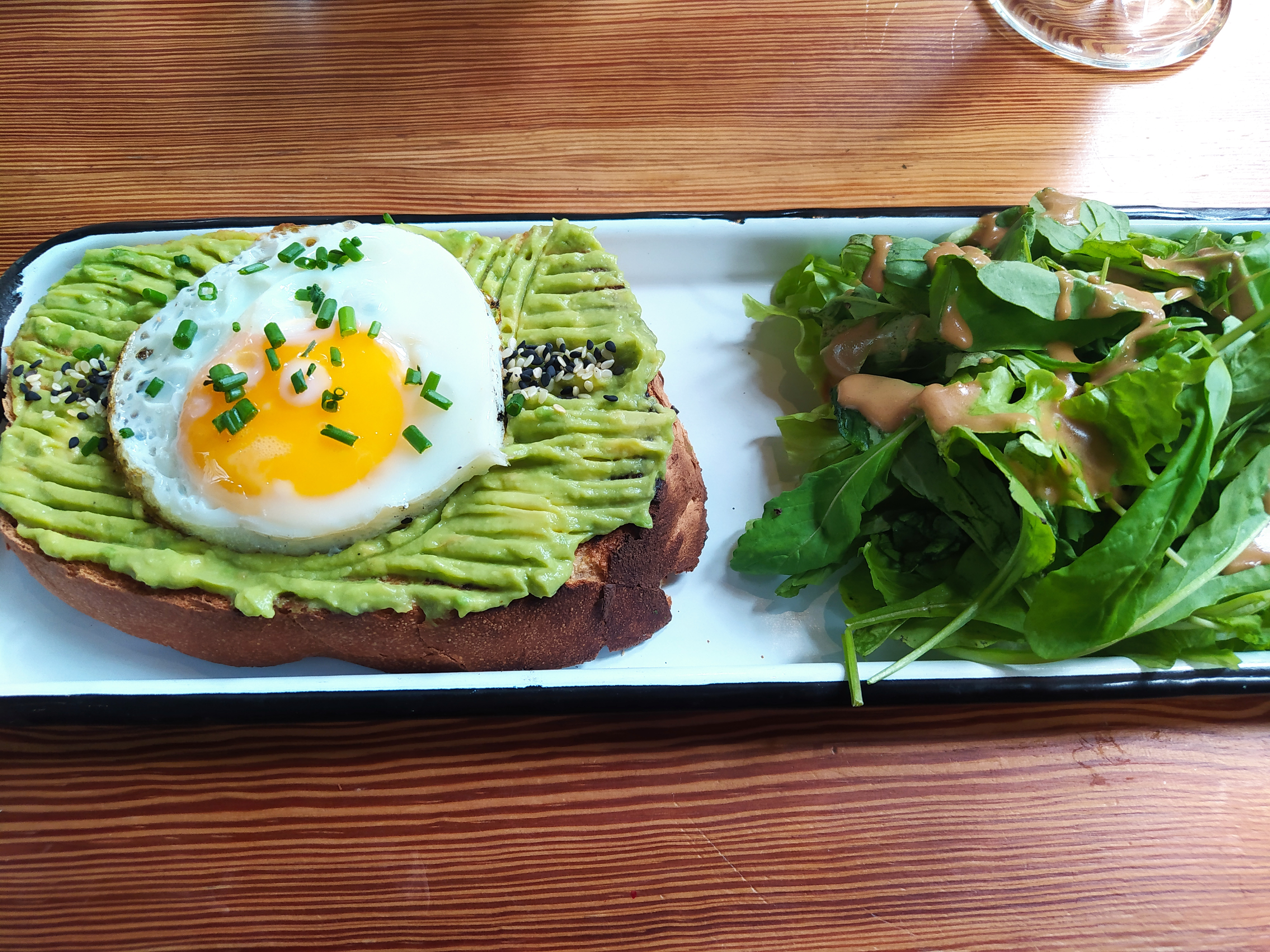
酪梨吐司佐煎蛋和蔬菜沙拉
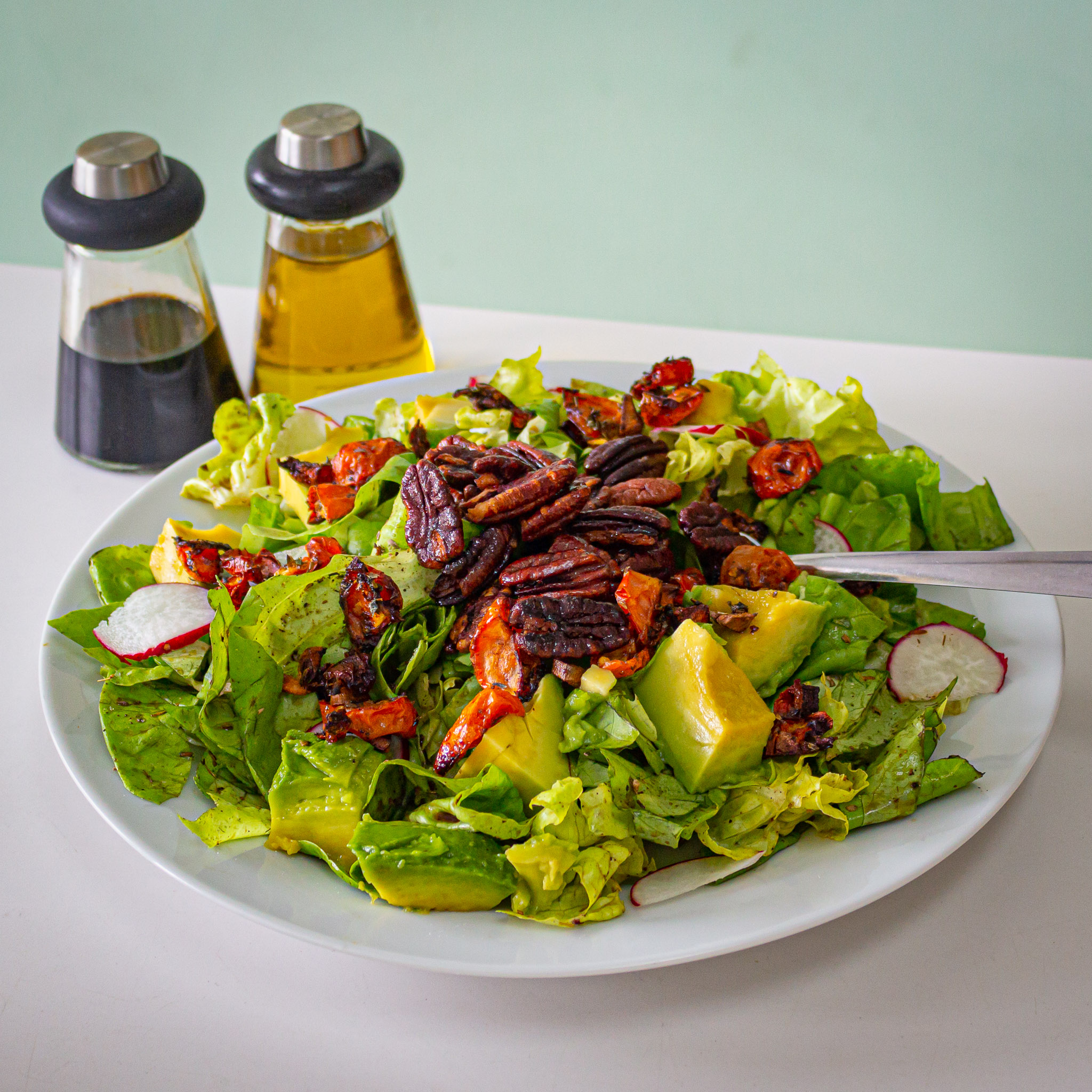
加入鳄梨块的蔬菜沙拉
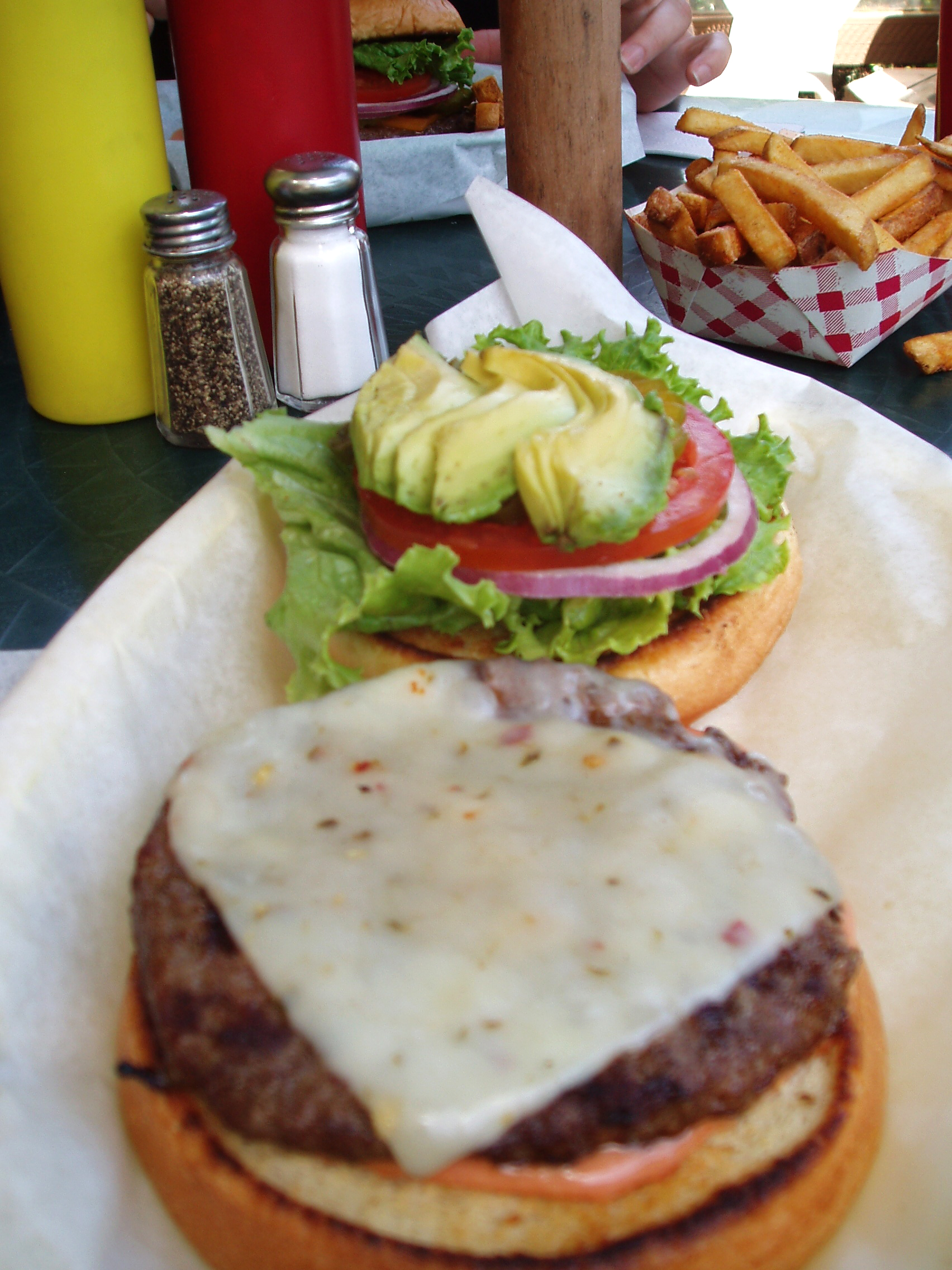
加入鳄梨的汉堡，在现代美国西岸有时被称作“加州汉堡”（Californian burger）
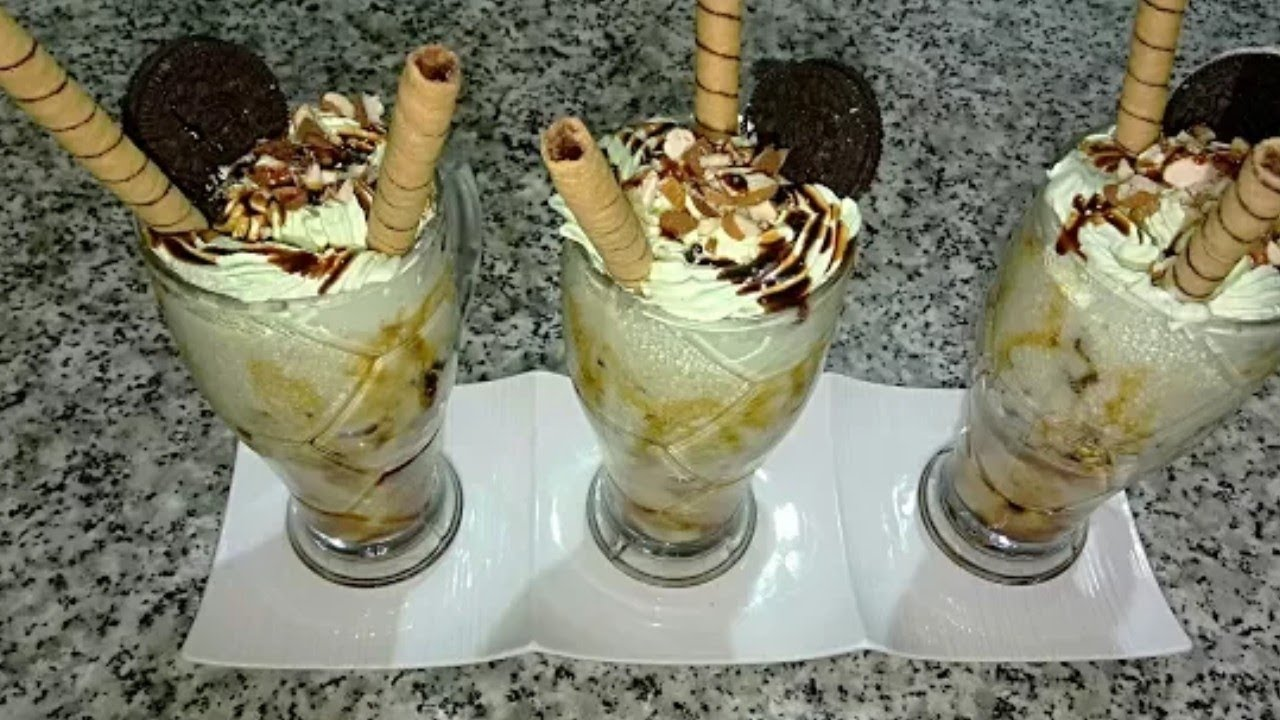
摩洛哥式牛油果奶昔（zaazaa），常在伊斯兰斋月结束禁食时被享用
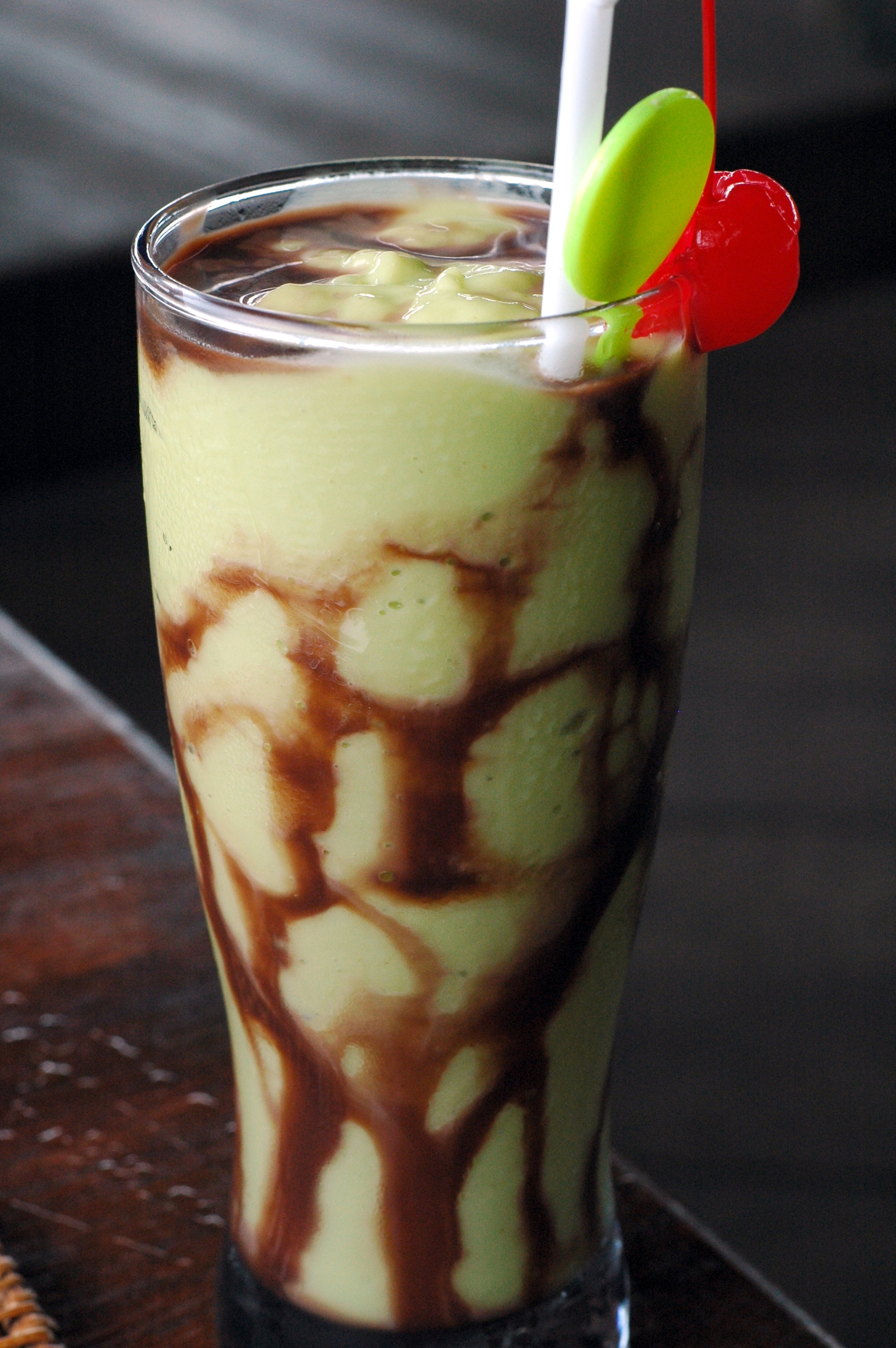
印尼式、加入巧克力糖浆的鳄梨奶昔（jus alpukat）
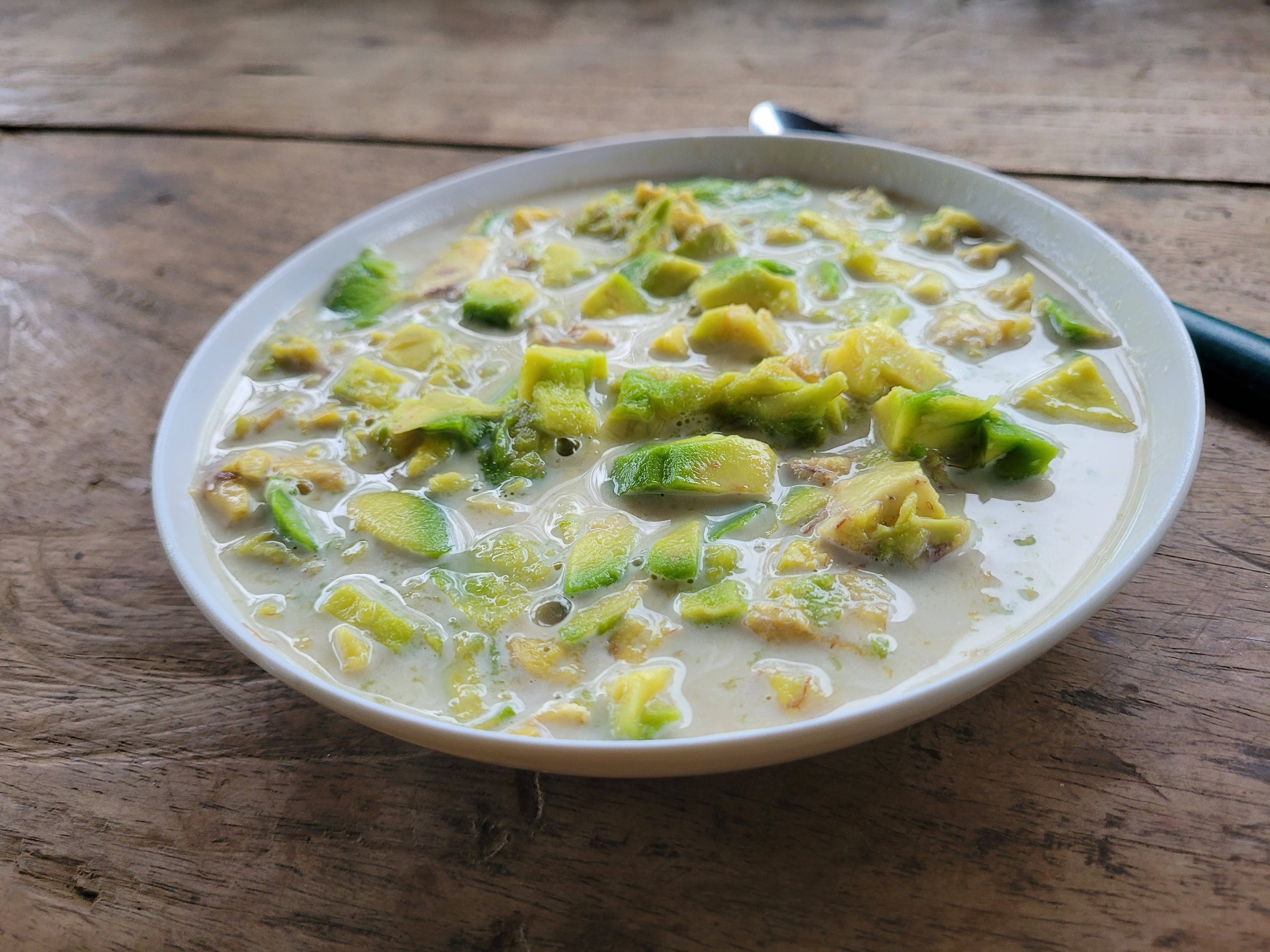
以冰牛奶为底的印尼式鳄梨水果捞（abukado lamaw（英语：Avocado and milk in ice））

## 产地
鳄梨原產於中美洲和墨西哥；被引進中國南方栽培。台灣則於1918年輸入。
一棵鳄梨樹每年大約可以生產1200個鳄梨。商業栽培的鳄梨園每公頃一年約可以生產七公噸的鳄梨，不過也有些果園每公頃可以生產20公噸。在台灣由於氣候適合，水分充足，平均每公頃可生產11公噸酪梨。

## 種植
鳄梨是一種亚热带物種，其生長環境需要無霜少風：風大的地方會減少濕度，令花朵脫水，影響授粉；而當霜凍出現，未成熟的果實會掉下。儘管有栽培品种哈斯酪梨較為耐霜，可忍受低至−1 °C（30 °F）的氣溫，在美國南部佛羅里達州蓋恩斯維爾的氣溫曾跌至−6.5 °C（20 °F），而當地所種植的鳄梨亦只是有輕微掉葉。種植的土壤要疏氣度好的，大約一米深。當澆的水鹽度過高，會減低結果數量。
酪梨雖有兩性花，但因雌雄蕊成熟時間不同而難以自行授粉。其花分兩次開放；第一次開雌花，閉合後開雄花，因此單株一般無法自行授粉。

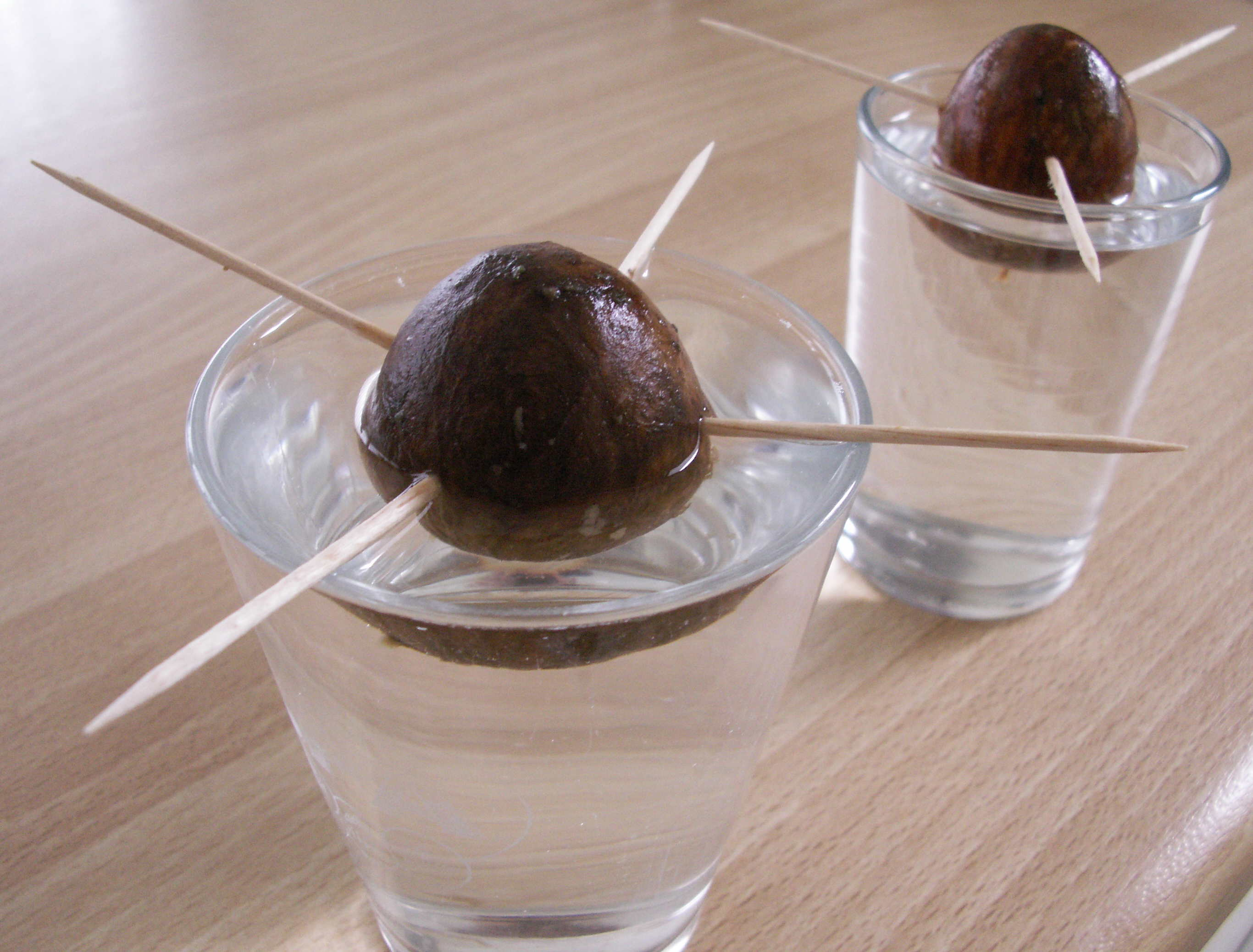
鳄梨通常要经过特殊的技术处理来帮助其发芽

因為鳄梨容易發芽，即使住在公寓裡亦可種植，可以當作室内绿植，方法是將食用完後的籽先用牙籤數枚刺穿其果核，放置於水中浮着，每天換水，直到根長出來，若要結果則需要後續的移盆等相關照顧。

## 延伸閱讀
- Persea americana (avocado): bringing ancient flowers to fruit in the genomics era. Chanderbali AS, Albert VA, Ashworth VE, Clegg MT, Litz RE, Soltis DE, Soltis PS. Bioessays. 2008 Apr;30(4):386-96.PMID: 18348249.

## 外部連結
- 维基共享资源上的相關多媒體資源：鳄梨
- 维基词典中的词条「鳄梨」
- （英文）鱷梨品種權威圖示列表 （页面存档备份，存于）
- （英文）加州罕見的水果種植者 （页面存档备份，存于）, avocados beyond Persea americana